# Teddy Scholten
Dorothea Margaretha „Teddy“ Scholten, rozená van Zwieteren (11. května 1926 Rijswijk – 8. dubna 2010 Haag) byla nizozemská zpěvačka a televizní moderátorka. Proslavila se výhrou v pěvecké soutěži Eurovision Song Contest 1959 s písní „Een beetje“, kde reprezentovala Nizozemsko.

## Životopis
Narodila se 11. května roku 1926. V roce 1950 byla pozvána společností The Coca-Cola Company, aby vystoupila na koncertě ve Spojených státech. Byla jednou z prvních nizozemských umělkyň populární hudby, které vystoupily ve Spojených státech.
V roce 1959 vyhrála soutěž Nationaal Songfestival 1959 s písní „Een beetje“, kterou napsali Willy van Hemert a Dick Schallies. Díky tomu získala právo reprezentovat Nizozemsko v soutěži Eurovision Song Contest 1959, která se konala ve francouzském Cannes. Soutěž vyhrála a od mezinárodní poroty získala celkem 21 bodů. To znamenalo druhé vítězství Nizozemska v soutěži Eurovision Song Contest.
Se svým manželem Henkem Scholtenem nahrála několik alb, z nichž mnohá obsahují písně pro děti. V 50. a 60. letech 20. století vystupovala v populárních nizozemských televizních pořadech. V letech 1965 a 1966 uváděla Nationaal Songfestival.
Zemřela 8. dubna 2010 v Haagu ve věku 83 let.